# Fensterprogramm
Ein Fensterprogramm meint im deutschen Rundfunkrecht ein zeitlich begrenztes Rundfunkprogramm (Hörfunk- oder Fernsehsendung) im Rahmen eines weiterreichenden Programms (Hauptprogramm) mit mehr oder weniger abweichender Programmverantwortung. Der Medienstaatsvertrag (MStV) unterscheidet Regional- und Drittfensterprogramme. Im Bereich des Privatfernsehens arbeitet der Fensterprogrammveranstalter regelmäßig unter einer eigenen Zulassung.

## Regionalfensterprogramm
Die Möglichkeiten der Beteiligung regionaler Studios am Hauptprogramm umfassen:
- unregelmäßige Zulieferungen zum Hauptprogramm
- regelmäßige Sendereihen darin
- nur zur regionalen Verbreitung bestimmte Fenster, zumeist von mehreren Studios parallel veranstaltet.

Ein Regionalfensterprogramm ist ein zeitlich und räumlich begrenztes Rundfunkprogramm mit im Wesentlichen regionalen Inhalten im Rahmen eines Hauptprogramms (§ 2 Abs. 2 Nr. 6 MStV). Der Gesetzgeber wollte mit Regionalfensterprogrammen darauf abzielen, dass im Rundfunk auch die regionale Berichterstattung durch Nachrichten angeboten wird und die Meinungsvielfalt gesichert ist. In den beiden reichweitenstärksten bundesweiten privaten Fernsehvollprogrammen sind Regionalfenster obligatorisch (§ 59 Abs. 4 MStV).
Die Regionalisierung einer überregional ausstrahlenden Senderkette bringt allerdings technische Probleme mit sich, weil das Gesamtprogramm für das Fensterprogramm auseinandergeschaltet werden muss. Dadurch sind in verschiedenen Regionen zeitgleich unterschiedliche Fensterprogramme zu empfangen.
Ein Regionalfensterprogramm hat sich von den es umgebenden Hauptprogramm durch eine auf regionale Themen fokussierte Berichterstattung abzugrenzen, so dass das Hauptprogramm inhaltlich umfassender und weniger spezifisch ausgestaltet ist; die regionalen Themen müssen das Programm des Regionalfensters prägen.
Bekannte Beispiele im Fernsehbereich sind die Regionalmagazine auf RTL, Sat.1 und den meisten Dritten Programmen; übrigens auch auf ORF 2. Bis Ende 1992 war auch das Vorabendprogramm im Ersten als Regionalfenster ausgestaltet; bis Ende 2015 wurde dort noch die Werbung in 10 Regionen aufgeteilt, teils mit eigenen Werbetrennern.

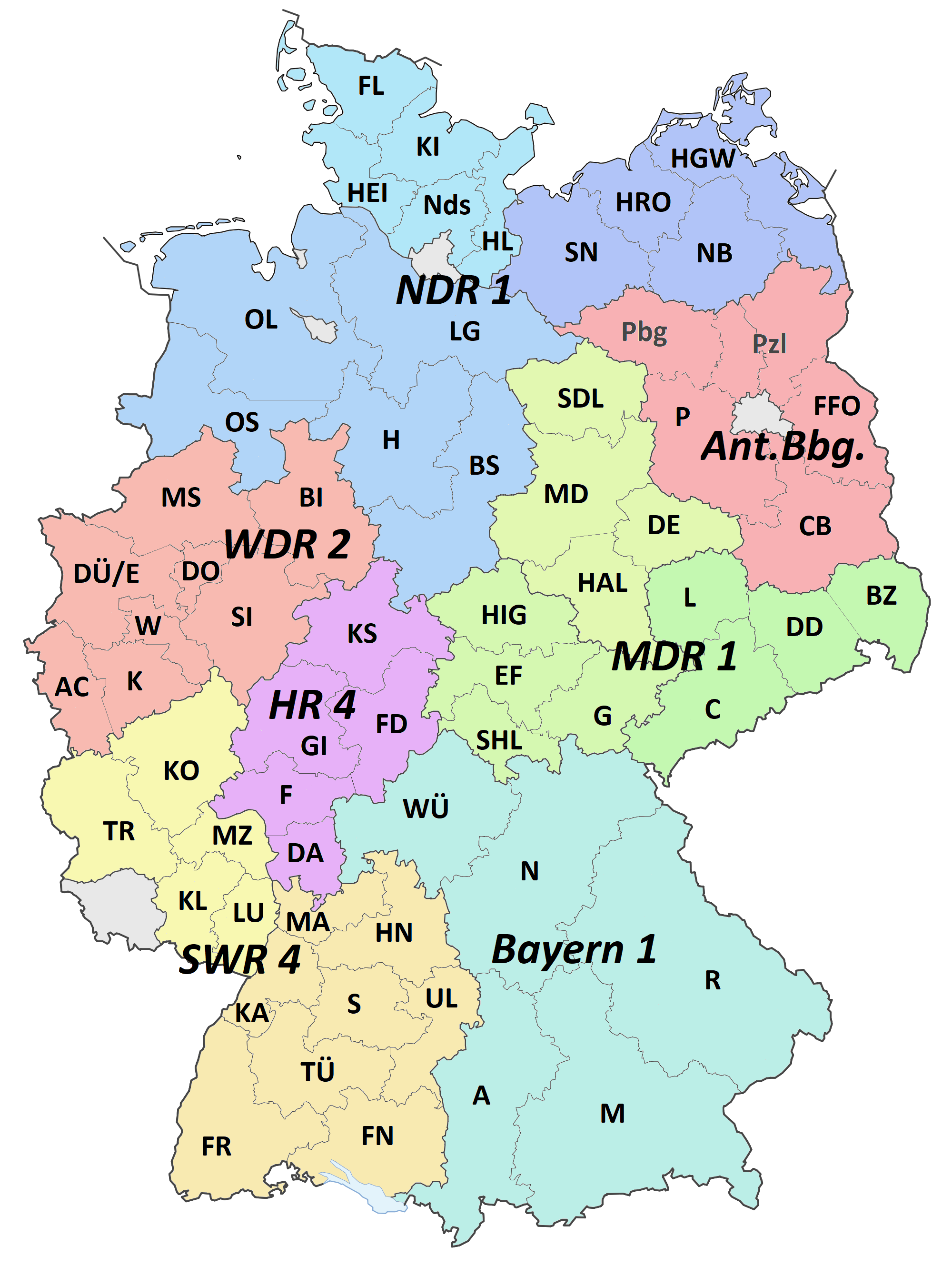
Regionalfenster im Hörfunk der ARD

Öffentlich-rechtliche Hörfunkprogramme mit Regionalfenstern sind WDR 2 (8 Regionen), SWR4 (8 Regionen in Baden-Württemberg, 5 in Rheinland-Pfalz), NDR 1 (je 5 Regionen in Niedersachsen bzw. Schleswig-Holstein, 4 in Mecklenburg-Vorpommern), hr4/3/1 (5 Regionen), Bayern 1 (5 Regionen), Antenne Brandenburg (5 bzw. 3 Regionen) sowie MDR 1 (je 4 Regionen in Sachsen, Sachsen-Anhalt und Thüringen); ferner Radio SRF 1 (7 Regionen).
Auch im privaten Hörfunk gibt es Regionalfenster; Beispiele: BB Radio (6 Regionen), Antenne Niedersachsen (6), Hit Radio FFH (6), Antenne Thüringen (5), RPR1 (5), Radio Regenbogen (3), Ostseewelle (3).
Zumeist werden in den Hörfunkfenstern nur kurze Nachrichten, Wetterberichte oder Veranstaltungshinweise ausgestrahlt. Größere regionale Programmflächen gibt es noch bei Antenne Brandenburg (3 Regionen mit je 15 Wochenstunden) und Bayern 1 (5 Regionen mit je 5 Wochenstunden). In der Regel werden jeweils für alle Regionen dieselben Musiktitel gespielt.

## Drittfensterprogramm
Überregionale Fremdanbieterfenster, auch Drittfenster genannt, dienen der Binnenpluralität des Privatfernsehens. Nach dem Medienstaatsvertrag müssen Einzelsender mit mehr als 10 % Marktanteil bzw. Sendergruppen mit mehr als 20 % Marktanteil (§ 60 Abs. 5 MStV) wöchentlich mindestens 260 Minuten Fensterangebote von unabhängigen Dritten (Fernsehanbieter ohne eigene Sender) ausstrahlen, von denen wiederum 75 Minuten in der Hauptsendezeit liegen müssen; Regionalfensterprogramme werden teilweise darauf angerechnet (§ 65 Abs. 2 MStV). In der Vergangenheit kamen immer wieder einmal Streitigkeiten zwischen Programmanbietern und Landesmedienanstalten über Fremdanbieterfenster vor Gericht.
Bekannte Beispiele sind Sendungen wie Spiegel TV Magazin, Stern TV und Focus TV Reportage sowie weitere Kulturmagazine von dctp. Ein anderes Beispiel sind Teleshopping-Schienen.

## Abgrenzungen
Lokal- und Ballungsraumprogramme wie TV Berlin, Hamburg 1 oder München TV sind keine Regionalfenster im Sinne des Rundfunkstaatsvertrags, da sie nicht in ein Hauptprogramm integriert sind. Sie gelten vielmehr als eigenständige Sparten- oder Vollprogramme.
Auch das so genannte Frequenzsplitting begründet an sich kein Fensterprogramm, wenn kein Programm im Sinne einer „zeitlichen Begrenzung“ dem anderen untergeordnet ist.